# Triptyque Donne
Le Triptyque Donne également connu sous le nom de son panneau central la Vierge et l'Enfant avec les donateurs, des anges et des saintes est un triptyque du peintre primitif flamand d'origine allemande Hans Memling (1430-1494), qui est actif à Bruges pendant la seconde moitié du XVe siècle. Commandé probablement par sir John Donne of Kidwelly, diplomate gallois résident à Calais dans les années 1470, lors de l'un de ses voyages à Bruges, il est actuellement exposé à la National Gallery de Londres au Royaume-Uni.
Ce triptyque est l'un des meilleurs exemples de l'art flamand du XVe siècle, il associe, dans une composition rigoureusement symétrique, les souvenirs de Rogier van der Weyden à la préciosité de Jan van Eyck dans une manière picturale cependant beaucoup plus sèche.

## Composition
Panneau central : la Vierge et l'Enfant avec les donateurs, des anges et des saintes Le panneau central représente la Vierge Marie trônant dans une pièce ouverte sur un paysage champêtre qui apparaît à l'arrière plan. La Vierge tient l'Enfant Jésus — assis sur ses genoux — de sa main droite alors qu'elle tient, de sa main gauche un livre de prières. L'Enfant Jésus fait un geste ambigu avec sa main droite, d'un côté il semble la tendre pour saisir un fruit (une pomme ?) que lui présente l'un des deux anges musiciens qui entourent la Vierge, mais ce geste peut également être interprété comme un geste de bénédiction du donateur. Sa main gauche est posée sur le livre de prière et semble tourner les pages.
Aux pieds de la Vierge, les donateurs sont agenouillés. À sa droite, sir John Donne of Kidwelly priant, les mains jointes, dans une posture de dévotion. Ses vêtements en velours noirs, doublés de fourrure, traduisent son appartenance à la haute bourgeoisie. Autour de son cou, il porte un collier d'or avec un lion en argent, l'emblème du roi d'Angleterre Édouard IV d'Angleterre.
À gauche de la Vierge, l'épouse anglaise de John Donne, Elizabeth Hastings, porte le même collier que son mari, et une de leurs filles. Sainte Catherine présente John Donne à la Vierge et à l'Enfant, alors que son épouse est présentée par sainte Barbe, reconnaissable à la tour qui est représentée derrière elle et qui fait référence à son martyre. 

### Volets intérieurs:les deux saints Jean
Les deux volets latéraux représentent les saints patrons de John (en français : Jean) Donne, saint Jean le Baptiste — avec un agneau — et saint Jean l'Évangéliste. Le paon derrière saint Jean l'Évangéliste représente l'éternité. 
Il est probable que l'homme au couvre-chef rouge qui observe la scène derrière saint Jean-Baptiste est un autoportrait de Hans Memling. Le peintre joue habilement avec l'idée que les saints doivent être représentés avec leurs attributs traditionnels et donc la roue de sainte Catherine devient une partie du moulin à eau que l'on voit à l'arrière plan. Le paysage à l'arrière plan est paisible et magnifique : un meunier décharge un sac du dos son âne, un homme traverse un pont, alors que deux cygnes nagent sur le cours d'eau.

### Volets extérieurs:saint Christophe et saint Antoine abbé
Sur le revers des volets latéraux sont peints en grisaille, saint Christophe et saint Antoine abbé.

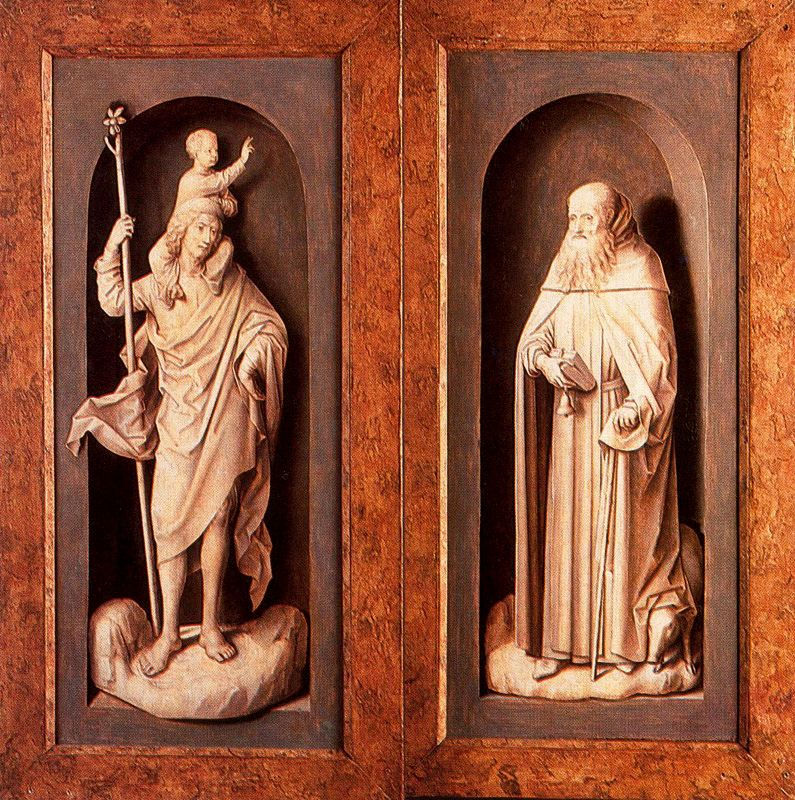
Volets refermés

## Sources et bibliographie
- Stephen Farthing, J. F. Yvars, 1001 pinturas que hay que ver antes de morir, Editorial Grijalbo, p. 115  (ISBN 978-84-253-4111-3)